# Championnats d'Europe de tennis de table 1986
Navigation
Édition précédente Édition suivante
Les championnats d'Europe de tennis de table 1986, quinzième édition des championnats d'Europe de tennis de table, ont lieu du 5 au 13 avril 1986 à Prague, en Tchécoslovaquie.
Le titre simple messieurs est remporté par le suédois Jörgen Persson.